# 文殊村
文殊村（もんじゅむら）はかつて岐阜県本巣郡に存在した村である。かつての本巣町の東部に該当する。

## 歴史
- 江戸時代、この地域は本巣郡であり、旗本領（戸田氏）であった。
- 1889年（明治22年）7月1日 – 旧来の文殊村と法林寺村が合併し発足。
- 1950年（昭和25年）6月1日 – 山添村と合併し本巣村が発足。同日文殊村廃止。

## 学校
- 文殊村山添村組合立文殊中学校 （現・本巣市立本巣中学校）
- 文殊村立文殊小学校（本巣村発足と同時に山添村立山添小学校と統合。現本巣市立本巣小学校）

## 神社・仏閣
- 奈良尾神社（法林寺）
- 楞厳禅寺（法林寺）
- 八幡神社
- 照空寺
- 善永寺

## その他
- 文殊の森公園